# George F. Gee
George Francis Gee (* 15. April 1937 in Milton, Massachusetts) ist ein US-amerikanischer Tierphysiologe.

## Leben
Gee erhielt 1960 seinen Bachelor-Abschluss an der University of Massachusetts. 1962 graduierte er mit der Schrift A genetic and physiological study of natural variation within sex in the morphology of the genital eminence of the chicken zum Master an der University of Maine und 1965 wurde er mit einer Dissertation über die Umwelt- und Fortpflanzungsphysiologie von Vögeln zum Ph.D. an der University of Georgia promoviert. Von 1965 bis 1968 unterrichtete er als Offizier der United States Air Force Kurse und führte Studien zur Unterstützung des Manned-Orbiting-Laboratory-Programms durch.
Im Herbst 1968 trat Gee als Tierphysiologe in den United States Fish and Wildlife Service ein. In Zusammenarbeit mit vier anderen Wissenschaftlern (einem Verhaltensforscher, einem Ernährungswissenschaftler, einem Veterinär sowie einem Wildbiologen) unterstützte er die Planung, Einrichtung und Ausstattung eines Tierlaborgebäudes, einer Inkubationseinrichtung, eines Tierkrankenhauses und von Gehegen zur Haltung von Zuchtbeständen.
Zu seinen Aufgaben im Endangered Wildlife Research Program gehörte die Arbeit an physiologischen und reproduktiven Problemen, die gefährdete Arten sowohl in menschlicher Obhut als auch in der freien Natur haben. Seine Forschungsarbeit befasste sich mit der Reproduktionsphysiologie von Arten in Gefangenschaft und mit Problemen, die mit ihrem Überleben in der Wildnis zusammenhängen.
Gee war für einige Lehr- und Beratungsaufgaben innerhalb des U.S. Fish and Wildlife Service sowie mit Wissenschaftlern in Zoos und Universitäten verantwortlich. Seine Forschung führte zur Entwicklung und Umsetzung neuer Verfahren, von denen einige in anderen Reproduktionszentren übernommen wurden. Beleuchtungsprogramme zur Steigerung der Eierproduktion bei Schreikranichen, Ridgway-Wachteln und Aleuten-Kanadagänsen haben seit Mitte der 1970er Jahre zu einer erhöhten Eierproduktion geführt. Ein in den frühen 1970er Jahren entwickeltes Programm zur künstlichen Befruchtung von gefährdeten Schreikranichen und Mississippi-Sandhügelkranichen ist heute für deren gesamte fruchtbare Eierproduktion verantwortlich. 
Durch Gees Bemühungen und durch die Ratschläge seiner Kollegen, gelang 1975 die Welterstzucht des südamerikanischen Schneckenmilans in Gefangenschaft. Die Konservierung des Genpools hat zu Gees Forschungsinteresse an der Kryokonservierung von Samen geführt. Seit 1977 haben er und sein Kollege Thomas J. Sexton Techniken zur Konservierung des Spermas von Kranichen, Enten, Gänsen und Ammern entwickelt.
1996 war Gee neben David H. Ellis und Claire M. Mirande Co-Autor und Herausgeber des Werks Cranes: Their Biology, Husbandry, and Conservation. Von 2009 bis 2010 war er Präsident der Whooping Crane Conservation Association (WCCA).